# Nha sĩ

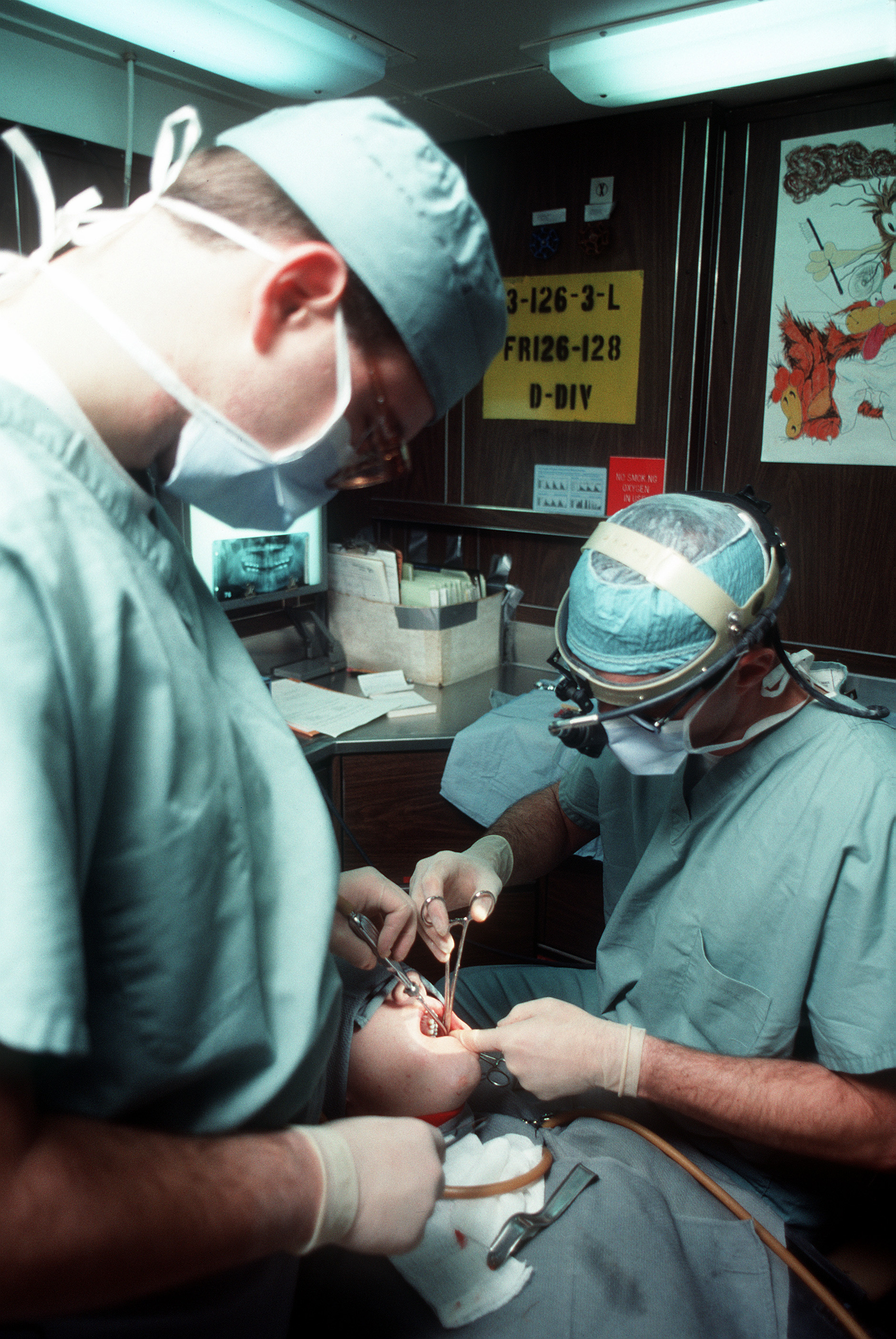
Nha sĩ đang thực hiện ca nhổ răng

Nha sĩ hay bác sĩ nha khoa là một bác sĩ chuyên về chẩn đoán, phòng ngừa và điều trị các bệnh liên quan đến khoang miệng, răng và thuộc về nha khoa. Các nha sĩ được hỗ trợ bởi đội ngũ các trợ lý để điều trị các bệnh về răng miệng. Nha sĩ cùng đội ngũ này cung cấp các dịch vụ chăm sóc sức khỏe răng miệng. Nhóm phụ trách về nha khoa bao gồm các trợ lý nha khoa (nha tá), kỹ thuật viên nha khoa, và ở một số bang ở Hoa Kỳ có cả các trị liệu nha khoa.

## Đào tạo
Tất cả các nha sĩ ở Mỹ phải tốt nghiệp một trường đại học và các khóa học về sinh học, hóa học nói chung kể cả hóa học hữu cơ, vật lý, và thống kê/tính toán. Trong khi hầu hết các trường học nha khoa yêu cầu ít nhất phải có một bằng cử nhân tốt nghiệp, một số trường học có thể xem xét thừa nhận sinh viên sau 3 năm đại học (thường là sinh viên nội trú, học lực khá giỏi). Hầu hết các chương trình đào tạo về nha khoa tại trường đều bắt buộc phải trải qua 4 năm đào tạo. Một nha sĩ mới tốt nghiệp sau đó có thể theo đuổi chuyên ngành đào tạo tiếp tục bằng hình thức học nội trú từ 2 đến 6 năm.

## Công việc

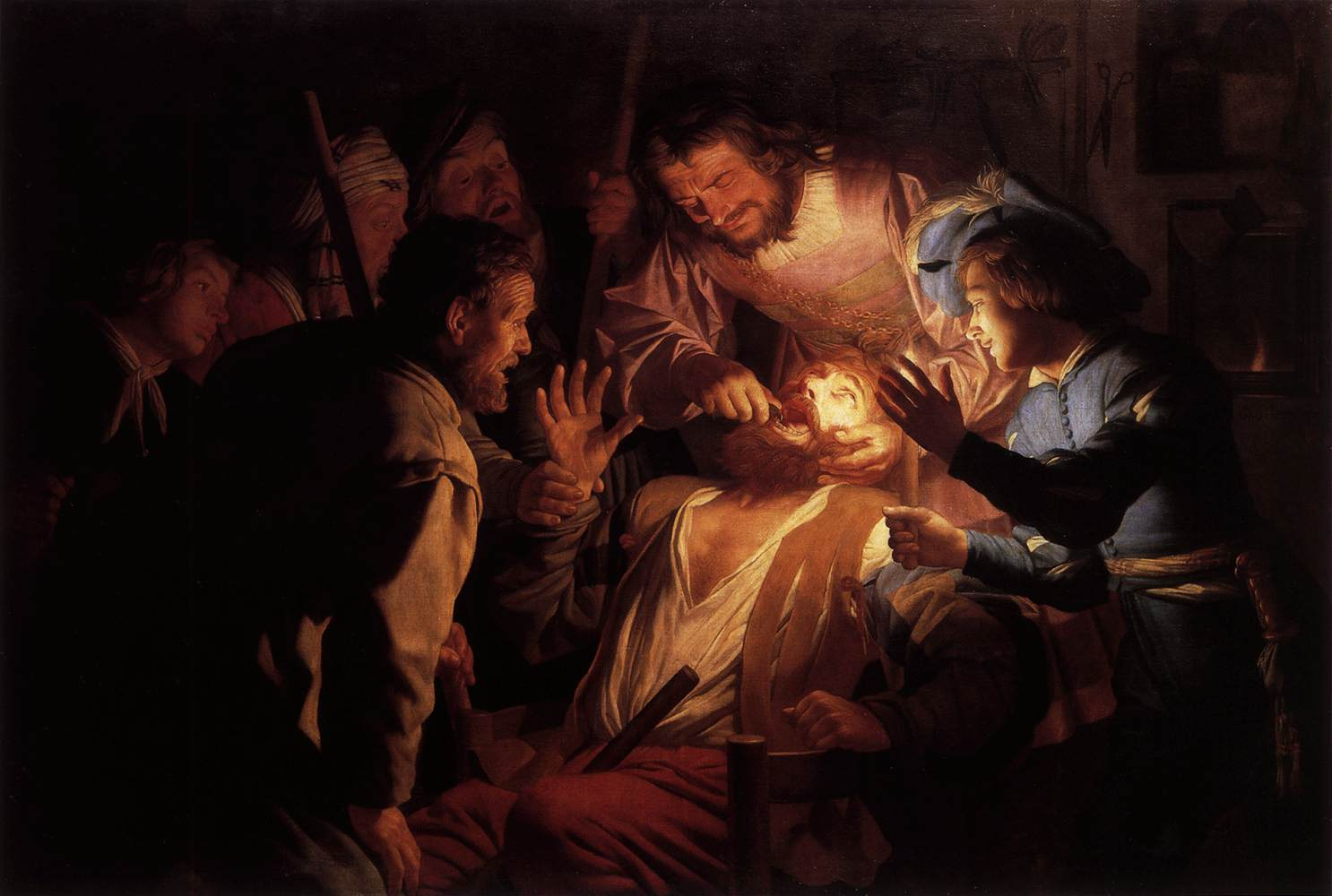
Tranh vẽ một nha sĩ thời cổ đang nhổ răng cho bệnh nhân

Nha sĩ thực hiện phần lớn các phương pháp điều trị nha khoa như phục hồi răng, thân răng, chỉnh hình răng hàm mặt như: niềng răng, làm răng thẩm mỹ, thay các bộ phận răng giả, điều trị nội nha như sâu răng, cao răng và thực hiện thành thạo thao tác nhổ răng. Nha sĩ cũng phải biết thực hiện chụp x quang (x-quang) và chẩn đoán. Nha sĩ cũng có thể kê toa thuốc như thuốc kháng sinh, muối fluorua, thuốc giảm đau, thuốc an thần hay những loại thuốc men nào khác phục vụ trong việc điều trị các điều kiện khác nhau phát sinh tại vùng họng và cổ. Các nha sĩ cần phải có trình độ chuyên tu hoặc đào tạo để thực hiện các bước phức tạp hơn như gây mê và phẫu thuật, cấy ghép.